# Suha dolina
Suha dolina je tip doline, ki se lahko razvije na številnih vrstah vodoprepustnih kamnin, kot sta apnenec in kreda, ali na peščenih terenih z nestalnim vodnim režimom. Take doline ne zadržujejo površinske vode, saj ta ponikne v vodoprepustno kamninsko podlago.
Za razlago razvoja suhih dolin obstajajo številne hipoteze. Nekatere so se morda razvile v obdobjih z višjo podzemnico, druge pa v periglacialnih razmerah, v katerih je sicer vodoprepustna kamnina postala vodoneprepustna zaradi plasti permafrosta nad njo.